# Picturaal tapijt

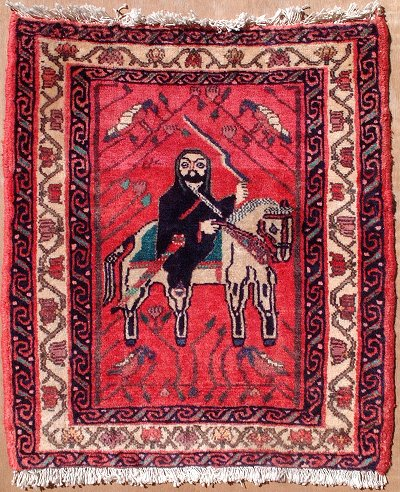
Imam Ali is gezeten op zijn paard en heeft zijn zwaard in de linkerhand. Rondom zijn een aantal motieven afgebeeld die de heiligheid van de imam benadrukken. Aan de gevorkte takken ter weerszijden van de imam groeien bloemen die de vorm van de hand van Fatima hebben. Deze zijn symbolen die staan voor geluk, steun en de deugden geduld en trouw, ook vormen zij voor de moslim een afweer tegen het boze oog. Op enkele van de takken zit een eend, de eend was het lievelingsdier van de imam. Hij hield eenden als huisdieren en voor zijn dood gaf hij instructies aan zijn beide zonen Hassan en Hoessein: zij moesten goed voor de dieren zorgen en indien dat mogelijk was wilde hij dat zij de dieren de vrijheid zouden geven.

Een picturaal tapijt is een Perzisch tapijt dat is voorzien van herkenbare afbeeldingen. De 'gewone' Perzische tapijten hebben versieringen van geometrische figuren, wel of niet gestileerde bloemen en kleurige vlakken, het is dan niet de bedoeling dat de motieven een afbeelding van iets geven.
Reeds in een zeer vroeg stadium hebben de tapijtmakers het verlangen hun tapijten een decoratieve meerwaarde te geven. De Pazyryk, het oudst bewaard gebleven vrijwel complete tapijt, is hiervan een treffend voorbeeld. In de hoogtijdagen van de tapijtkunst in de 16e en 17e eeuw, tijdens de Safawidendynastie kwam ook het picturale tapijt in de  gestichte ateliers tot grote bloei. De basis voor deze picturale ateliertapijten wordt nog steeds gevormd door de afbeeldingen uit de Perzische miniatuurkunst.
Veel voorstellingen zijn ontleend aan de rijke Perzische cultuur, de gedichten en volksverhalen. Een aparte categorie vormen koningen (Shah's), helden en geliefden. Vooral onder de nomadenkleden treffen we hartveroverende exemplaren aan die met kinderlijke eenvoud en frisse kleuren de alledaagse dingen verbeelden.
Veel kostbare kleden, niet alleen picturale, worden door de bezitters bewaard voor de feestdagen. Tijdens de grote feestdagen worden de kleden dan buiten gehangen, over de balkons en aan de muren zodat de voorbijgangers van de schoonheid kunnen genieten. Picturale tapijten die gedichten of volksverhalen uitbeelden hebben een vaste plaats in de theehuizen. Deze theehuizen worden bezocht door rondtrekkende zangers en verhalenvertellers die de voorstelling op het kleed gebruiken ter ondersteuning van hun act.

## Picturale tapijten zijn een vorm van naïevekunst.

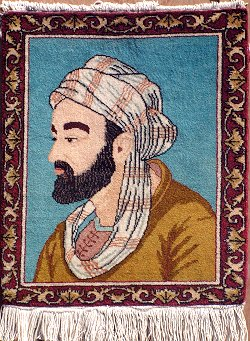
Tabriz Avicenna

Naïeve kunst is sinds het eind van de 19de eeuw de benaming voor de beeldende kunst waarbij het beeld wordt uitgewerkt op een kinderlijke, naïeve wijze. Over het algemeen is er grote aandacht voor het detail en weinig aandacht voor het waarheidsgetrouw uitbeelden van de werkelijkheid. Dit laatste uit zich in de gebruikte kleuren, het ontbreken van schaduw en perspectief. De naïeve kunst wordt niet beïnvloed door de heersende stijlen en stromingen van de "professionele" kunst. De term naïeve kunst is pas de laatste eeuw ontstaan om deze kunstvorm, die sinds de schepping bestaat, te omschrijven. Hoewel de naïeve kunstenaar zichzelf niet rekent tot de kunstenaarswereld is juist zijn of haar kunst door de originaliteit de oervorm van kunst. Voor naïeve kunst bestaat geen 'gekunsteld' onderscheid tussen vrije en gebonden kunst, kunst is een uiting vanuit het wezen van de mens.
In de tapijtknoopkunst en over het algemeen in textiele kunst als onderdeel van de volkskunst treft men de "naïeve kunst" veelvuldig aan.

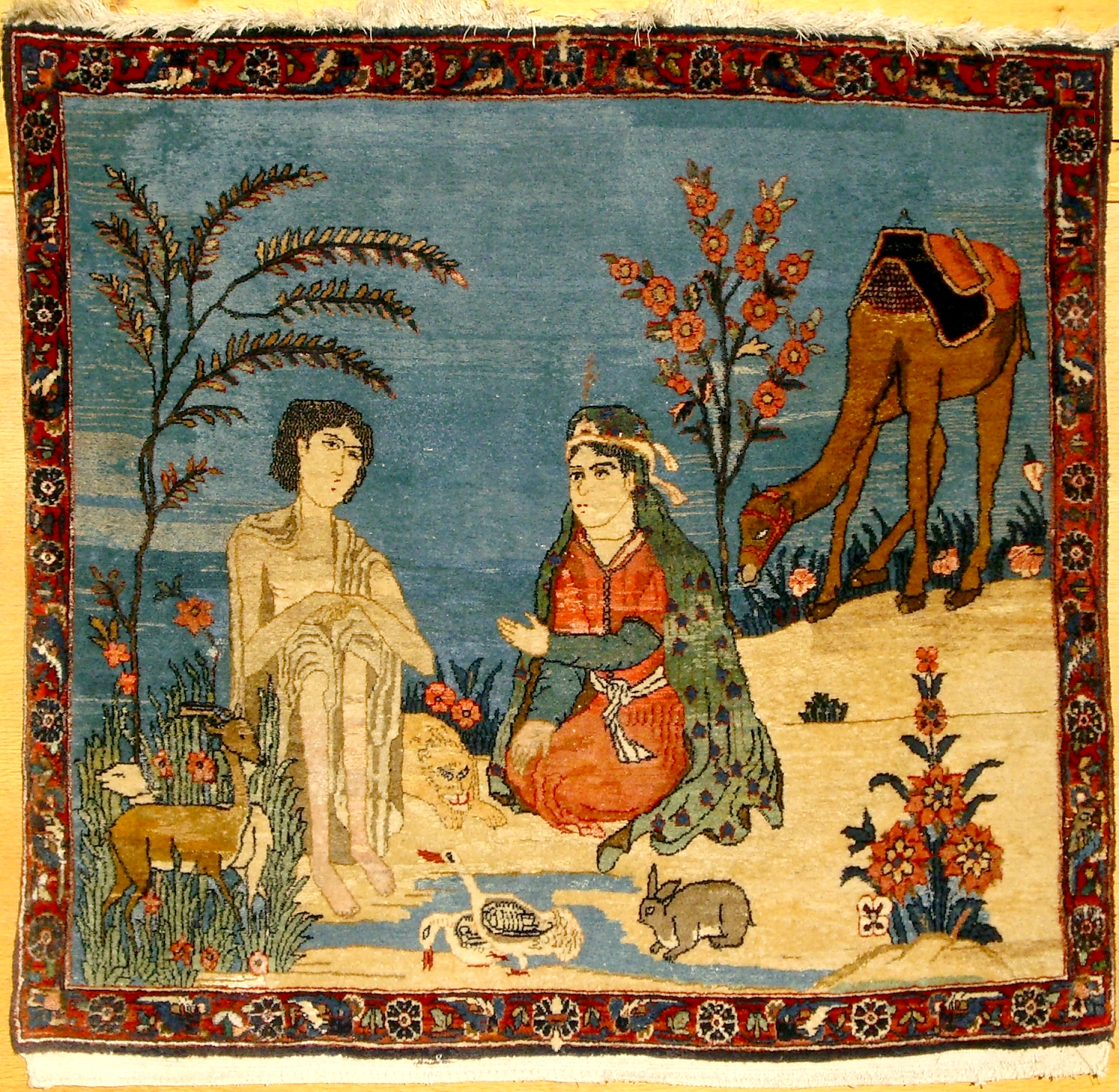
Keshan, ~ 1900, "Leila en Madschnun"

## Picturale tapijten
Picturale en figurale tapijten zijn een treffend voorbeeld van naïeve kunst. De voorstellingen op de kleden zijn vrijwel altijd ontleend aan de directe belevingswereld van de maker. Zowel de primitieve nomadenkleden als de geavanceerde atelierkleden geven voorstellingen uit de leefwereld, uit de geschiedenis of uit verhalen en legenden die tot de leefwereld van de kunstenaar behoren. Alles dat op de voorstellingen is afgebeeld heeft een bedoeling, in sommige gevallen kan de enige bedoeling zijn om een vlak te vullen. Door de persoonlijke keuze van de kunstenaar ontstaat ook op die wijze een werk dat altijd een unicum is en dat niet wordt vermenigvuldigd, elk werk is nieuw en nooit precies gelijk aan een vorig.

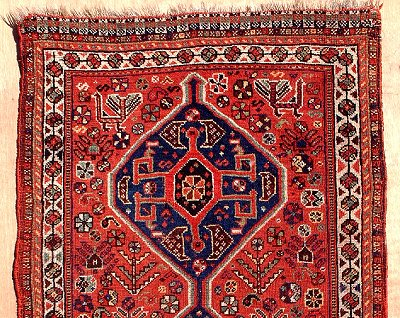
Khamseh

## Overlevering van motieven en thema's
Het tapijtknopen is een vorm van toegepaste kunst die al meerdere millennia zich heeft ontwikkeld tot zijn huidige vorm. De gebruikte motieven zijn eeuwenlang overgeleverd van ouders op kinderen en blijven vaak in grote lijnen lange tijd gelijk. Toch is de persoonlijke verwerking van de motieven een garantie dat elk tapijt een uniek werkstuk is. Dit geldt zeker voor de picturale tapijten waar de kunstenaar uit haar of zijn belevingswereld een bijna oneindig grote keuze heeft van onderwerpen die op het kleed zullen worden afgebeeld. De wijze waarop de onderwerpen worden afgebeeld, de onderlinge verhouding in grootte en kleur geven de maker de gelegenheid om telkens weer een uniek werkstuk te vervaardigen.

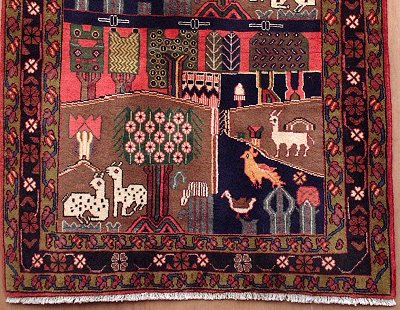
Koerd "fantasielandschap met huisdieren"

## Symboliek en hogere waarden
In de voorstellingen die worden gezien op picturale tapijten geven de symboliek van de motieven en onderwerpen een diepere betekenis aan de afbeeldingen. Veel voorwerpen, planten of dieren hebben een hogere of religieuze betekenis of zijn symbolisch voor en bepaald begrip. Ook de gebruikte kleuren hebben hierin zeker een belangrijke functie. Niet elke maker van een picturaal tapijt kent deze betekenis op een verstandelijke wijze, het wezen van de symboliek is niet rationeel en intellectueel maar gevoelsmatig. Een symbool heeft voor de ingewijde geen verklaring nodig, het spreekt direct tot het hart van de mens.

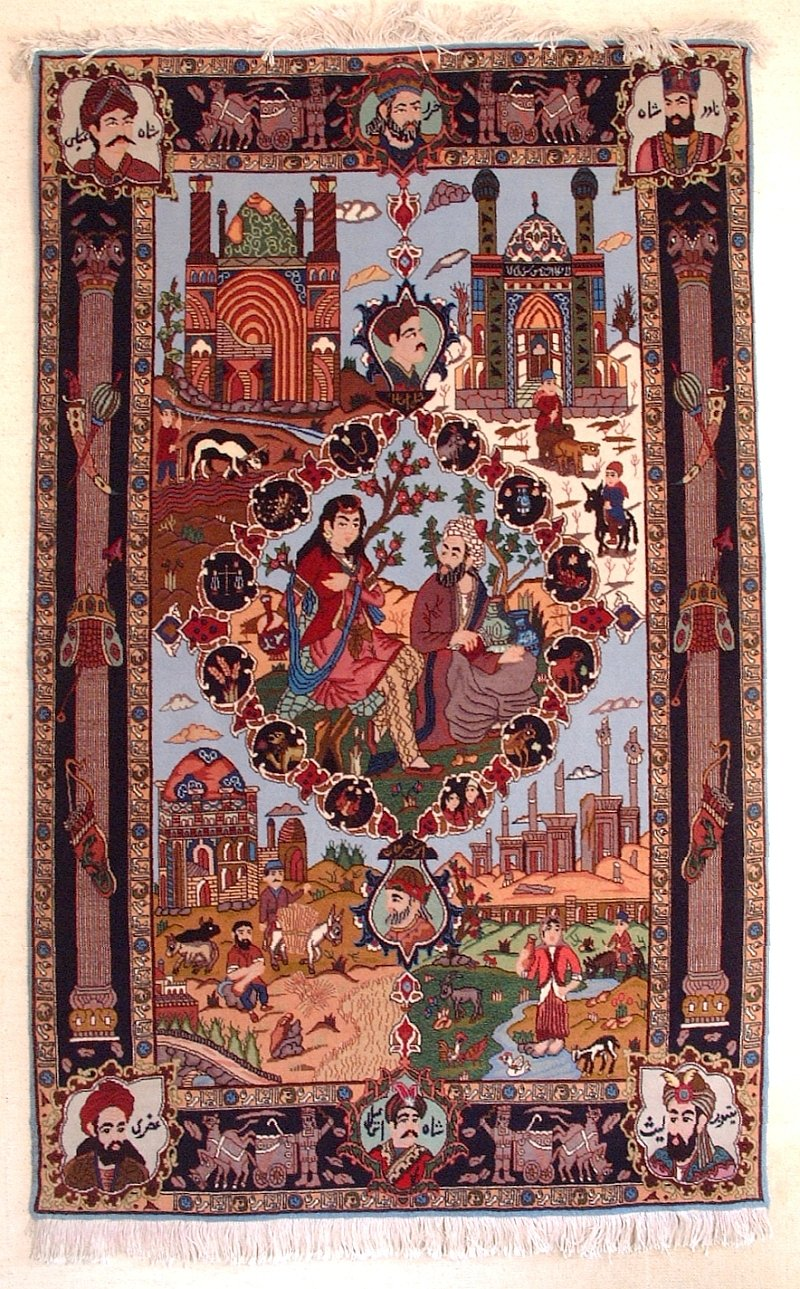
Tabriz, tweede helft 20e eeuw, afmeting 168*104 cm, wol op katoen, 40 knopen/cm2

## Tabriz, vierjaargetijdentapijt
Een voorbeeld van een ateliertapijt, de techniek is hier hoog ontwikkeld maar de voorstelling is naïef. Het tapijt bestaat uit een rand met daarbinnen een rechthoek met de voorstelling. De rechthoek heeft een centraal geplaatst medaillon omgeven door de dierenriem, het vlak binnen de dierenriem is gevuld met een voorstelling van de dichterwiskundige Omar Chajjam en een vrouw. Rond het medaillon zijn voorstellingen van de vier jaargetijden. De randen zijn gevuld met voorstellingen uit Persepolis en portretten.